# Sovjetunionens herrlandslag i basket
Sovjetunionens herrlandslag i basket dominerade den europeiska basketen från slutet av 1940-talet till början av 1990-talet. En total dominans under 1960-talet i EM i basket och topplaceringar i VM i basket och OS var Sovjetunionens största framgångar i basketsammanhang för herrar. Laget bestod under sovjettiden av spelare från olika sovjetrepubliker, bland annat ryssar men även letter och litauer, områden med starka baskettraditioner. Efter Sovjetunionens sönderfall har dessa idag självständiga länder egna landslag, där främst Litauen men också Ryssland kommit att tillhöra Europatoppen.

## Meriter
- Olympiska spel: 
  - Guld: 1972, 1988
  - Silver: 1952, 1956, 1960, 1964
  - Brons: 1968, 1976, 1980

- Världsmästerskap: 
  - Guld: 1967, 1974, 1982
  - Silver: 1978, 1986, 1990
  - Brons: 1963, 1970

- Europamästerskap: 
  - Guld: 1947, 1951, 1953, 1957, 1959, 1961, 1963, 1965, 1967, 1969, 1971, 1979, 1981, 1985
  - Silver: 1975, 1977, 1987
  - Brons: 1955, 1973, 1983, 1989